# Kolbeinn ungi Arnórsson
Kolbeinn ungi Arnórsson, o Kolbeinn il Giovane (1208 – 22 luglio 1245), è stato un goði islandese del clan degli Ásbirningar.
Giocò un ruolo importante durante il periodo di guerra civile islandese chiamato Epoca degli Sturlungar (in islandese Sturlungaöld) e combatté accanto a Gissur Þorvaldsson contro gli Sturlungar di Sighvatur Sturluson e suo figlio Sturla nella Battaglia di Örlygsstaðir nel 1238. La sua casa si trovava a Víðimýri, sulle rive dello Skagafjörður.